# DN79B
De DN79B (Drum Național 79B of Nationale weg 79B) is een weg in Roemenië. Hij loopt van Salonta naar Hongarije. De weg is 14 kilometer lang.